# Korsholm
Korsholm (Mustasaari en finnois, l'île noire en français) est une municipalité de l'ouest de la Finlande, sur la côte du Golfe de Botnie, dans la région d'Ostrobotnie.

## Histoire
Elle se confond largement avec la ville de Vaasa. En 1348, les Suédois fondent le château de Korsholm sur ce qui est alors une île désolée (d'où son nom). Au fur et à mesure que l'isostasie agrandit le territoire de la commune, le château se retrouve éloigné de la mer. Le grand incendie de 1852 est l'occasion idéale de déplacer la ville de Vaasa vers le bord de la mer, sur son emplacement actuel.
La banlieue de Gamla Vasa (la vieille Vaasa), aujourd'hui paisible quartier résidentiel partagé entre Vaasa et Korsholm, a conservé outre les ruines du château quelques bâtiments en bois qui faisaient la fierté de la ville avant l'incendie (notamment la vieille église).
Au XIXe siècle, le village de Grönvik abrite une verrerie (fondée en 1812) qui deviendra brièvement vers la fin du siècle la plus importante des pays nordiques.
En 1973, la nouvelle commune de Korsholm a fédéré 5 communes rurales à majorité suédophones entourant Vaasa.

## Géographie
La commune comporte une partie continentale entourant la ville de Vaasa, ainsi que de nombreuses îles. La principale est l'île de Replot, Raippaluoto en finnois. Le pont qui la relie à la côte est le plus long de Finlande (1 045 m). Les îles extérieures, qui forment l'Archipel de Kvarken, ont été récemment classées au patrimoine mondial de l'UNESCO.
Le centre administratif est situé à 6 km du centre de Vaasa par la nationale 8. La population est répartie sur 37 villages.
Korsholm est entourée par les municipalités de Vaasa à l'ouest, Vörå et Maxmo à l'est, Laihia et Vähäkyrö au sud-est, Malax au sud.
Korsholm est traversé aussi par la nationale 18.

## Lieux et monuments
- Botnia-halli
- Château de Korsholm
- Pont de Replot
- Phare de Norrskär
- Phare de Valsörarna

## Galerie

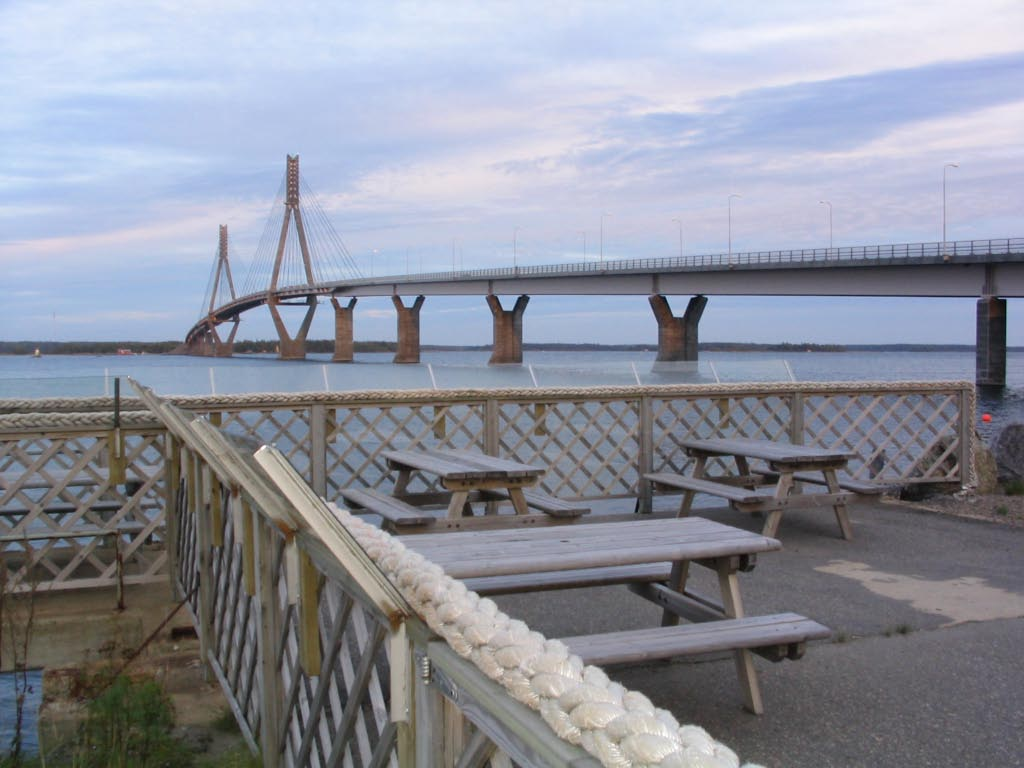
Pont de Replot.
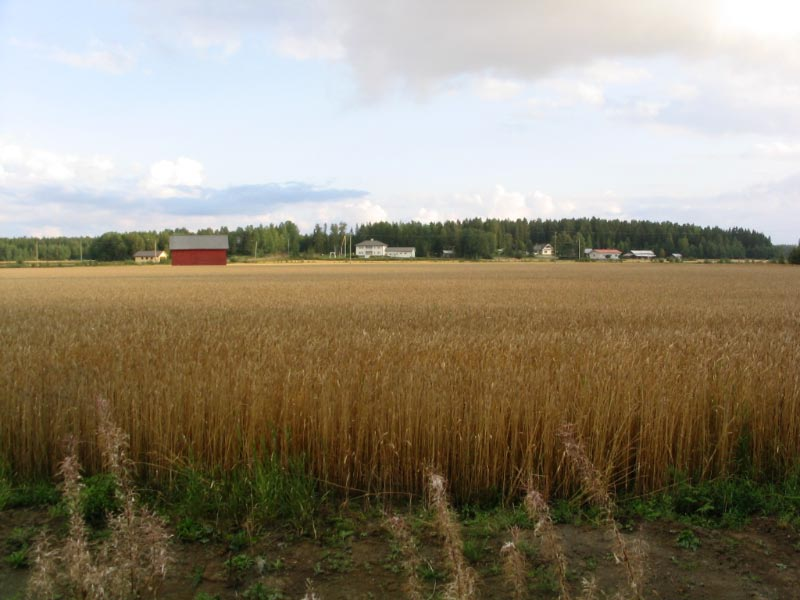
Village d'Helsingby.

## Jumelage
La municipalité de Korsholm est jumelée avec :
- Oskarshamn (Suède) depuis 1949
- Mandal (Norvège) depuis 1949
- Middelfart (Danemark) depuis 1949
- Tõstamaa (Estonie) depuis 1990
- Varbla (Estonie) depuis 1990